# Stark Mad
Stark Mad is een Amerikaanse avonturenfilm uit 1929 onder regie van Lloyd Bacon. De film is wellicht zoekgeraakt.

## Verhaal
Een reddingsexpeditie gaat in de oerwouden van Centraal-Amerika op zoek naar een vermiste ontdekkingsreiziger. De groep ontdekt er bij toeval een oude Mayatempel, die door een reusachtige mensaap wordt bewoond.

## Rolverdeling
| Acteur              | Personage             |
| ------------------- | --------------------- |
| H.B. Warner         | Professor Dangerfield |
| Louise Fazenda      | Mevrouw Fleming       |
| Jacqueline Logan    | Irene                 |
| Henry B. Walthall   | Kapitein Rhodes       |
| Claude Gillingwater | James Rutherford      |
| John Miljan         | Dr. Milo              |
| George Beranger     | Simpson               |
| Warner Richmond     | Eerste stuurman       |
| Floyd Shackelford   | Sam                   |
| Lionel Belmore      | Amos Sewald           |